# Castello d'Abée
Il castello d'Abée (in francese château d'Abée) è un castello della provincia di Liegi in Belgio, situato nel comune di Tinlot. L'edificio attuale risale al XVIII secolo, ma include elementi della struttura risalenti al Medio Evo.

## Storia
La prima edificazione di un mastio nel sito del castello fu eseguita dai signori d'Abée, che ne furono i proprietari dal XII al XIV secolo.
Successivamente, divenne proprietà della famiglia Blehen e, nel XVI secolo, divenne proprietà del signore di Tinlot, Henry d'Heynatten, la cui famiglia detenne il castello fino al XVII secolo, ampliandolo e dandogli l'aspetto attuale.

## Collegamenti esterni

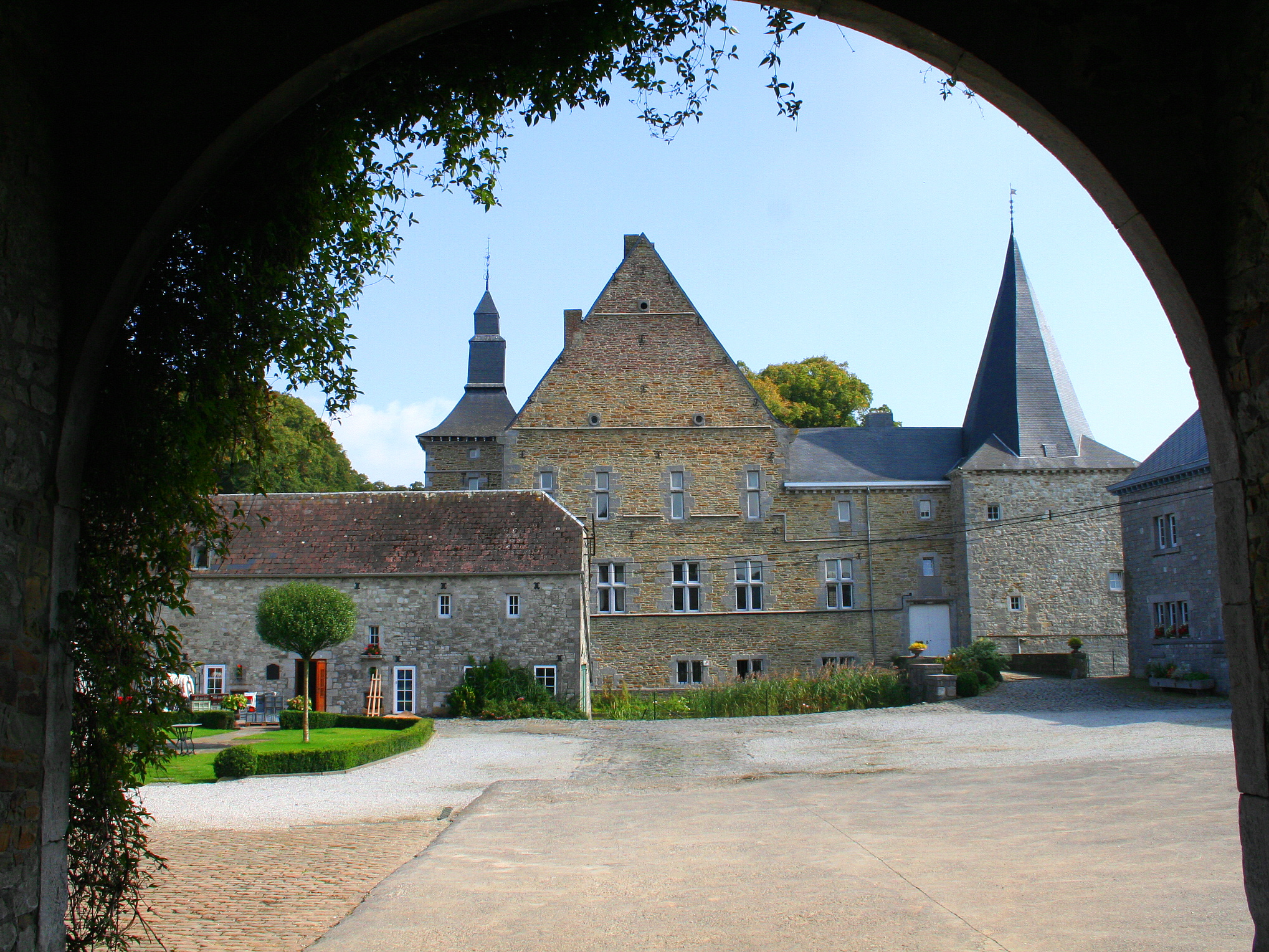
Il castello visto dal cortile interno